# Daina Taimina

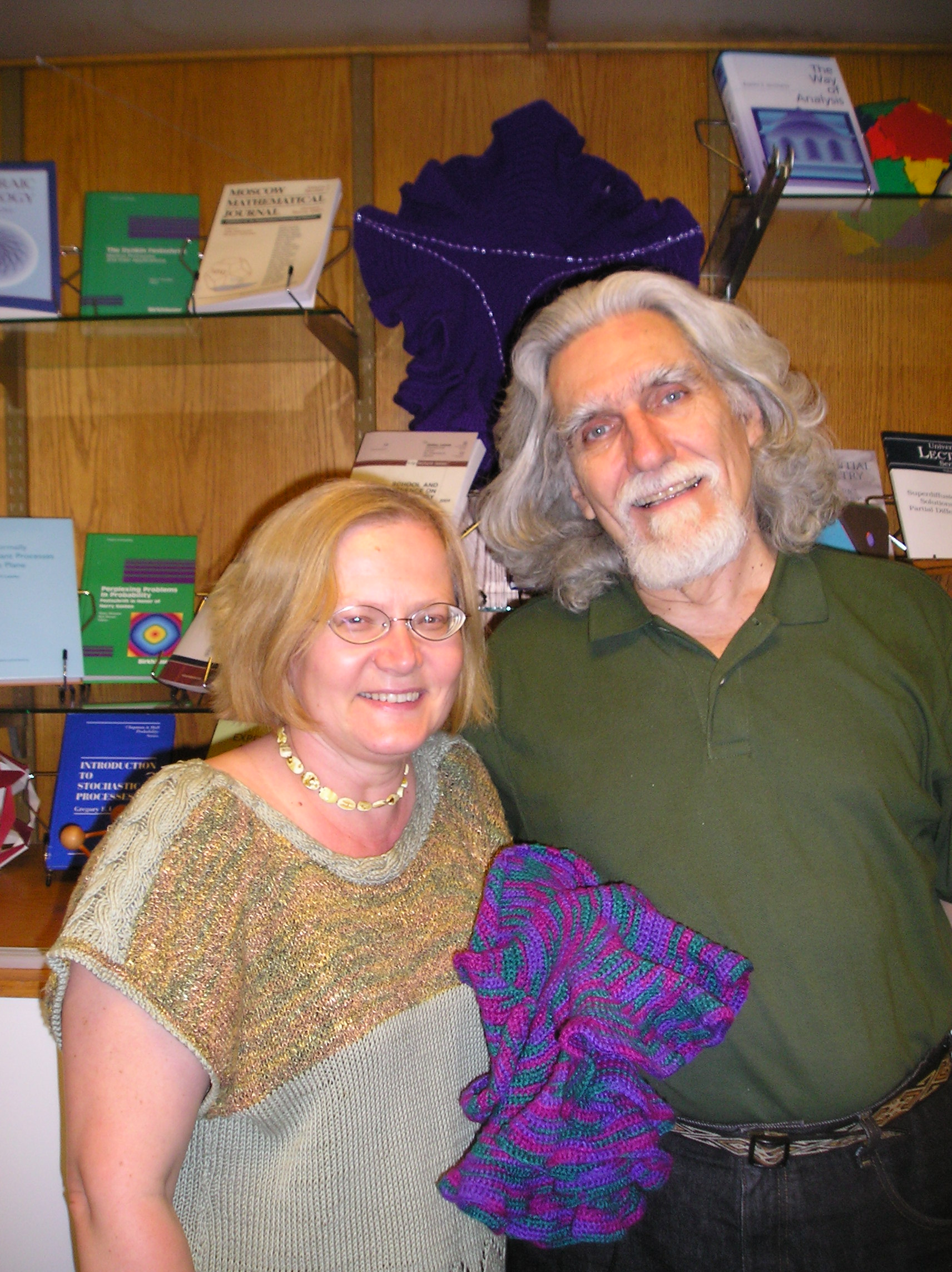
Daina Taimina con su marido, David W. Henderson y un plano hiperbólico en crochet

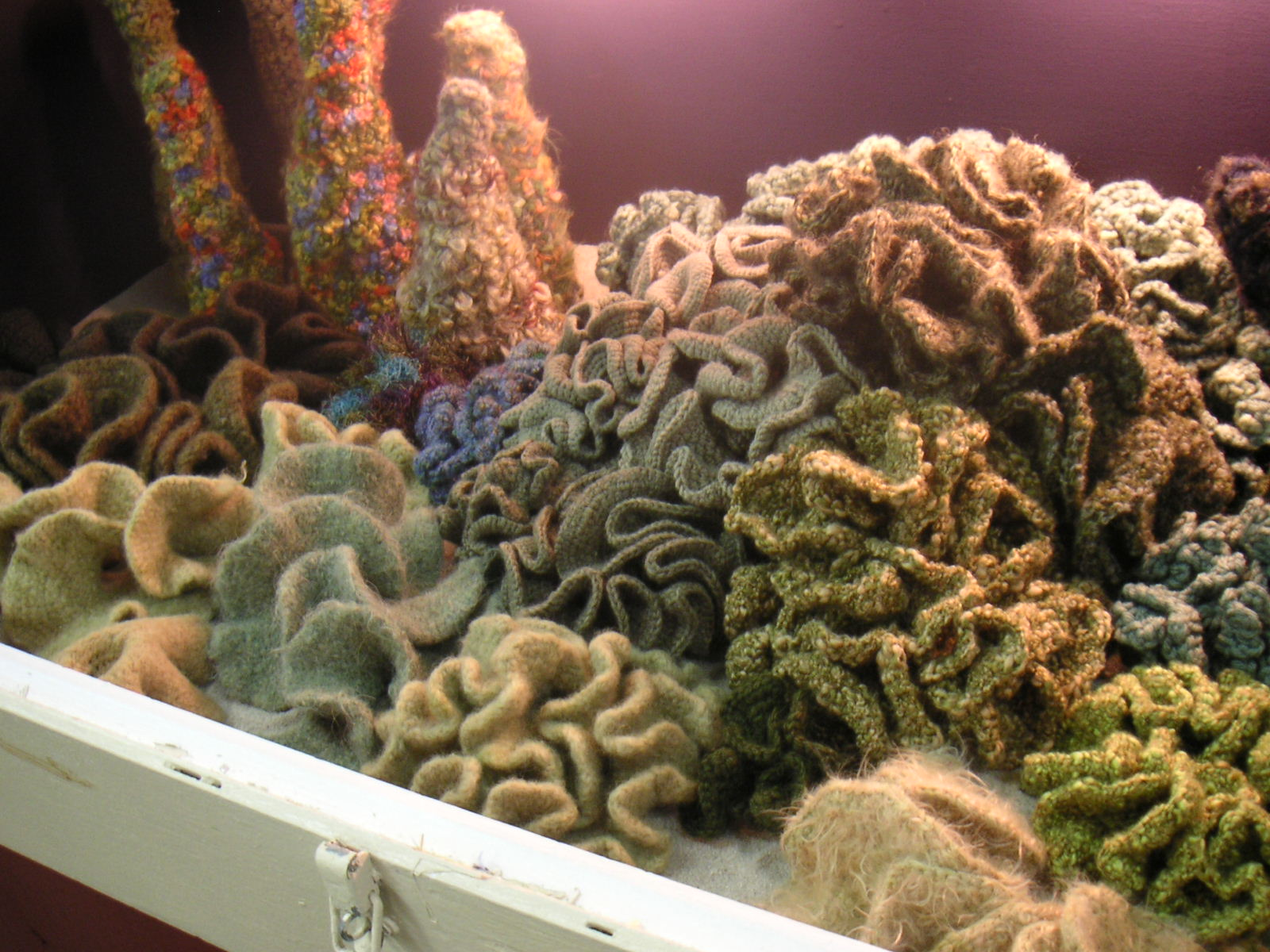
Arrecife de coral de crochet hiperbólico.

Daina Taimina (en letón:Taimiņa) (Riga, 19 de agosto de 1954) es una matemática letona, actualmente Profesora Asociada en la Universidad de Cornell, conocida por crear objetos de ganchillo para ilustrar el espacio hiperbólico.

## Biografía
Estudió en Riga, Letonia, donde en 1977 se graduó summa cum laude por la Universidad de Letonia y complementó su trabajo de fin de carrera en ciencia teórica de la programación (supervisada por el profesor Rūsiņš Mārtiņš Freivalds) en 1990.
Por aquel entonces, una tesis doctoral tenía que ser defendida fuera de Letonia, así que ella defendió la suya en Minsk. Ello explica el hecho de que formalmente el doctorado de Taimina fuese emitido por el Instituto de Matemáticas de la Academia Nacional de Ciencias de Bielorrusia. Después de que Letonia recobrase su independencia en 1991, Taimina recibió su doctorado en matemáticas por la Universidad de Letonia, donde impartió clase durante 20 años.
Daina Taimina se unió al Departamento de Matemáticas de Cornell en diciembre de 1996. Cuando asistía a un taller de geometría en 1997, observó los frágiles modelos de papel de los planos hiperbólicos diseñados por el geómetra William Thurston.
Decidió hacer entonces modelos más duraderos, y los hizo tejiéndolos con ganchillo. Dado el éxito que consiguió, fue invitada, junto con su marido David Henderson, también profesor de matemáticas en Cornell, a realizar una presentación en un taller de Cornell.
Los modelos matemáticos de ganchillo aparecieron más adelante en tres libros de texto sobre geometría que escribieron juntos, de los cuales el más popular es Experiencing Geometry: Euclidean and non-Euclidean with History.
El “Instituto para la Computación”, una pequeña organización sin ánimo de lucro, vio un artículo sobre la innovación de Taimina en New Scientist, y la invitó a impartir una charla sobre el espacio hiperbólico y sus conexiones con la naturaleza para un público generalista, en el que había artistas y productores de películas. La charla inicial de Taimina y otras presentaciones públicas que le sucedieron generaron un gran interés en este nuevo método táctil de explorar los conceptos de geometría hiperbólica, haciendo este tema avanzado accesible a públicos más amplios. Creando modelos matemáticos puros originalmente, Taimina se hizo popular enseguida como artista de la fibra y conferenciante pública para audiencias de 5 años de edad en adelante. En junio de 2005 su trabajo fue expuesto como arte en la exposición “Not The Knitting You Know”, en Eleven Eleven Sculpture Space, una galería de arte en Washington D. C.. Desde entonces ha participado habitualmente en diversas exposiciones en galerías de Estados Unidos, Reino Unido, Letonia, Italia, Bélgica e Irlanda. Sus obras de arte están en las colecciones de varios coleccionistas privados y universidades, y han sido incluidas en la Colección de Modelos Matemáticos Americanos del Museo Smithsonian, el Museo Nacional de Diseño Cooper-Hewitt y el Instituto Henri Poincaré.
Su trabajo ha recibido un gran interés de los medios. Se ha escrito sobre el mismo en Dusciver magazine (Knit Theory), en The Times (“How Crochet Solved age-old Math Problem”, Alex Belos, The Times, 1 de julio de 2008). Margaret Wertheim entrevistó a Daina Taimina y David Henderson para Cabinet Magazine.
Más tarde, el Instituto para la Computación publicó el folleto “Guía de campo sobre el Espacio Hiperbólico”. En 2005 el IFF decidió incorporar las ideas y acercamiento de Taimina para explicar el espacio hiperbólico en su misión de popularizar las matemáticas, e hicieron una exposición en la galería Machine Project, de la cual se escribió un artículo en el periódico Los Angeles Times.
El método de exploración del espacio hiperbólico a través del ganchillo y las conexiones con la naturaleza de Taimina, combatiendo la fobia a las matemáticas, fue adaptado por Margaret Wertheim en sus charlas y tuvo mucho éxito en el proyecto Arrecife de Coral de Ganchillo Hiperbólico del Instituto para la Computación.

## Reconocimientos
- Su libro Crocheting Adventures with Hyperbolic Planes ganó el premio Bookseller/Diagram al título más raro del año en 2009.[9]

- En 2012 fue galardonada con el Premio Euler de la Sociedad Estadounidense de Matemática.[10]